# ハイウェイマン (曲)
ハイウェイマン (The HighwaymanまたはHighwayman) は、アメリカ人シンガーソングライター、ジミー・ウェッブによって1977年に発表された曲。 1979年にはグレン・キャンベルが、1985年にはThe Highwaymenがそれぞれのバージョンを発売した。

## 曲について
この曲は実在のハイウェイマンであるジョナサン・ワイルドに影響を受けて書かれた、4つの時空にわたる転生物語である。 3番のダム建設者のパートでは、実際にはコンクリートへの転落死はないのたが(熱射病での死亡が多数)、ネバダ州のフーバーダムにおける100人以上の死をほのめかす内容となっている。

## 作詞作曲
ウェッブによると、ロンドンで自身のアルバム｢El Mirage｣の仕上げ作業をしている傍らこの曲を書いたという。 友人であるハリー・ニルソンと酒を飲んだ夜、眠りについたウェッブは｢信じられないくらい鮮明な｣夢を見たという。
俺はベルトに締め金の古びた銃を持ち、何としても革を手に入れようと、汗を垂らしながら田舎道で馬を走らせていたんだ。俺は警察に追われていたんだけど、そいつらが今にも撃ってきそうなもんだからひどく怯えてたよ。あれは本当にリアルだった。俺はパジャマ中ビショビショにしてベッド上で起き上がった。そんな状態だってこと考えもせず、ベッドからよろめき出てピアノに向かい、｢Highwayman｣を弾き始めた。数時間もしないうちに、1番が出来上がってたよ。
ウェッブは "古風な話し方" のようなものを伝えようと一節に｢Along the coach roads I did ride｣という表現を取り入れた。この曲がウェッブをどんな方向へ向かわせるか定かでない中、彼は追い剥ぎは死なず、生まれ変わるのだと悟り、その考えから発展させて続く2番以降を書いた。 2番では船乗り、3番ではダム建設者に生まれ変わった。4番は未来の話に変わり、いつか ｢宇宙の境目を宇宙船で渡り飛ぶ｣ 宇宙飛行士に転生した。

## ジミー・ウェッブ・バージョン
アルバム『El Mirage』のプロデューサーはジョージ・マーティンが務めた。ウェッブのオリジナル・バージョンはand around....やand again....の部分がクリシェのようにはなっておらず、最後にはウェッブが｢バッバッバッバンバ〜ン｣と口ずさんでいる。

## グレン・キャンベル・バージョン
ウェッブは1978年、カントリー歌手のグレン・キャンベルにこの曲を持ち込み、同年に録音された。
彼の所属レーベルであるキャピトル・レコードは、ザ・ナックのような違った方向性でこの曲を録音してほしがった。
キャンベルはこの曲をシングルとして発売したかったが、レーベル側はこれを拒否 。これをきっかけに、キャンベルは1962年から30枚のアルバムを出してきたキャピトルのメインスタジオを離れ、戻ることはなかった。そこからさらに3枚のアルバムを制作したものの、キャンベルとキャピトルの関係は終わりを迎えた。
1979年10月、アルバム｢Highwayman｣においてようやくこの曲を発売した。

## ザ・ハイウェイメン・バージョン
1984年、キャンベルはジョニー・キャッシュにこの曲を披露した。当時彼はウィリー・ネルソンやウェイロン・ジェニングス、クリス・クリストファーソンらとの合作に取り組んでいた。ウェッブはその数年前、ジェニングスにこの曲を持ち出した。彼はキャンベル・バージョンを聞いたことがあったが、｢よく分からなかったよ｣と述べた。
テレビ特番のために4人全員がスイスに集まった際、何か共同でプロジェクトに取り組むべきだという結論になった。4人がファーストアルバムの録音をしている中、マーティー・ステュアートがこの曲を再びキャッシュに披露し、4番あって、(歌詞に)4つの魂があるし、4人にピッタリだと言って勧めた。
その後キャンベルは、今度は4人全員にこの曲を披露した。そうしてこの4人組は｢The Highwaymen｣の名を冠し、ファーストアルバムも｢Highwayman｣と名付け、ファーストシングルもこの曲となった。
4人は、自分たちはずっと｢道｣を歩み続けており、カントリー界におけるならず者であるという印象があったため、このグループ名は完璧だと考えた(｢highwayman｣という単語は｢追い剥ぎ｣という意味)。
このバージョンでは、4番ある曲を4人が1番ずつ歌った。追い剥ぎの魂を歌う1番をネルソンが、水夫の魂を歌う2番をクリストファーソンが、ダム建設者の魂を歌う3番をジェニングスが担当。そして最後、宇宙船の船長の魂を歌う4番はキャッシュが務めた。
作詞者であるウェッブは後に
```
｢4人がどうやって歌うパートを決めたのかは知らないけど、最後にジョニー(キャッシュ)をもってくると、神がみんなの曲を歌っているようだよ(笑)｣
```

と述べている 。
キャッシュは、娘のロザンヌに説明されるまで、この曲が転生に関する歌だと分かっていなかった。
ミュージックビデオは白黒で、俳優が登場人物(4人中)3人の死を含めた歌詞の内容を再現している。4人それぞれが自身のパートの終盤に空に映し出されて歌っている。
このカバー曲はThe Highwaymenの中で1番人気で、彼らの曲として広く知られている。このバージョンは1985年5月18日にHot Country Songs Billboard Chartにおいて1位に到達し、合計20週間にわたってランクインし続けた。ラジオ放送におけるカントリーソング第5位で同年を終えた。
同バージョンは1986年、グラミー賞において最優秀カントリー楽曲賞を受賞した。